# Włodzimierz Kulmatycki

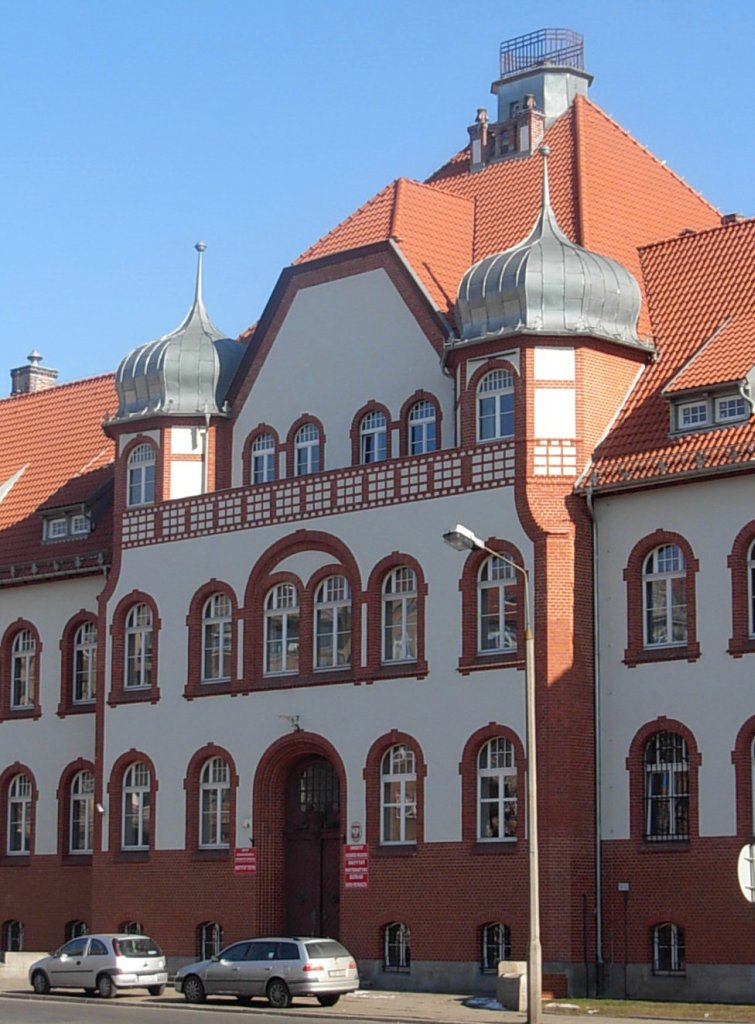
Instytuty Rolnicze w Bydgoszczy, w których w latach 1922–1939 pracował Włodzimierz Kulmatycki

Włodzimierz Julian Kulmatycki (ur. 22 maja 1895 w Wadowicach, zm. 1939 w Bydgoszczy) – polski zoolog, ichtiolog, działacz ekologiczny, pionierski badacz i popularyzator polskiego rybactwa naukowego, pionier badań nad zanieczyszczeniem wód oraz ochrony rzadkich gatunków ryb, wicedyrektor Instytutów Rolniczych w Bydgoszczy.

## Życiorys
Był synem Stefana, prawnika, radcy skarbowego, i Olgi z Pfistererów. W 1913 rozpoczął studiowanie nauk przyrodniczych na Uniwersytecie Lwowskim pod kierunkiem J. Nusbauma-Hilarowicza, a kontynuował je w Wiedniu pod kierunkiem K. Grobbena i B. Hatscheka. Równocześnie w czasie I wojny światowej uczył przyrody w gimnazjum polskim w Wiedniu i działał w stowarzyszeniu polskiej młodzieży akademickiej „Ognisko”. W 1917 przybył do Krakowa, gdzie objął, jako wolontariusz, stanowisko demonstratora w katedrze zoologii Uniwersytetu Jagiellońskiego. Kierował również przez kilka miesięcy gospodarstwem stawowym Krajowego Towarzystwa Rybackiego w Święcianach. W 1919 był asystentem katedry zoologii w Uniwersytecie Warszawskim, a w latach 1920–1922 asystentem katedry zoologii i entomologii na Wydziale Rolno-Leśnym Uniwersytetu Poznańskiego, Jednocześnie pełnił funkcję inspektora rybactwa w Ministerstwie byłej Dzielnicy Pruskiej. Był jednym z organizatorów Wielkopolskiego Towarzystwa Rybackiego, uczył biologii w Gimnazjum im. Bergera w Poznaniu, a ponadto w latach 1919–1922 wykładał rybactwo w Akademii Rolniczej w Bydgoszczy.

## Działalność w Bydgoszczy
W 1922 przeprowadził się do Bydgoszczy i podjął pracę w Państwowym Naukowym Instytucie Rolniczym (od 1927 PING w Puławach Oddział w Bydgoszczy). W Instytucie tym zorganizował i kierował pierwszą w Polsce placówką naukowo-rybacką. Utworzył laboratoria ichtiologiczne i chemiczne oraz wylęgarnię ryb. W 1924 zorganizował doświadczalne gospodarstwo dla ryb łososiowatych w dzielnicy Wilczak, a w 1935 stację doświadczalną Mochlu koło Kamienia Krajeńskiego. W 1934 uzyskał doktorat na Uniwersytecie Jagiellońskim, a w 1938 został wicedyrektorem PINGW Oddział w Bydgoszczy.
Zainicjowane przez niego badania objęły niemal całą Polskę i były poświęcone zagadnieniom ichtiobiologicznym, gospodarce stawowej, chorobom i szkodnikom ryb oraz analizie gospodarczej rzek z punktu widzenia rybołówstwa. W badaniach własnych skupiał się na problemach ogólnych rybactwa i biologii ryb łososiowatych. Od 1923 zajmował się sprawą zanieczyszczenia rzek. Jego badania i opracowania dotyczące wpływu ścieków Bydgoszczy na faunę i florę Brdy, zanieczyszczeń Warty pod Wronkami, wpływu ścieków fabrycznych na Rudę oraz określenia stopnia zanieczyszczenia wielu rzek polskich, miały charakter pionierski. Przyczyniły się one do wydania zarządzeń państwowych, zabraniających zatruwania ryb w rzekach przez wody ściekowe. W 1930 doprowadził do utworzenia przy dziale rybackim PINGW w Bydgoszczy pierwszej w Polsce naukowej placówki badawczej dla czystości wód.
Był gorliwym szermierzem ochrony przyrody. Działał w Państwowej Radzie Ochrony Przyrody, a także duże zasługi położył jako redaktor czasopism fachowych: „Przeglądu Rybackiego” (1919-1920), „Rybaka Polskiego” (1920-1926), „Biblioteki Rybackiej” (1921-1926), „Archiwum Rybactwa Polskiego” (1921-1926). Odbył wiele naukowych podróży zagranicznych (m.in. do Szwecji, Norwegii). Uczestniczył w kilku międzynarodowych zjazdach limnologicznych. Opublikował około 250 rozpraw i artykułów.
Owocna była również jego praca społeczno-kulturalna. W 1923 wraz z prof. Kazimierzem Bassalikiem, Adamem Gottwaldem i prof. Adamem Maurizio zorganizował bydgoski Oddział Polskiego Towarzystwa Przyrodników im. Kopernika, a następnie był jego prezesem. Od 1934 działał w Radzie Artystyczno-Kulturalnej (prezes w 1936), a w latach 1935–1936 należał do Komitetu Redakcyjnego „Przeglądu Bydgoskiego”. Na jego łamach wspólnie z K. Michalskim i J. Gabańskim opublikował rozprawę pt. „Fragment fizjograficzny rzeki Brdy w obrębie Bydgoszczy w świetle działania ścieków niektórych miejscowych zakładów przemysłowych” (1936).
Po wybuchu II wojny światowej, we wrześniu 1939 opuścił bydgoską placówkę na polecenie dyrekcji Instytutu, po czym 5 października tego roku powrócił do Bydgoszczy. 14 października 1939 został aresztowany przez gestapo i osadzony w koszarach 15 pułku artylerii lekkiej, gdzie przebywał do końca października 1939. Zaginął 1 listopada 1939 w niewyjaśnionych okolicznościach; zapewne zamordowany przez funkcjonariuszy gestapo. Postanowieniem Sądu Grodzkiego w Bydgoszczy z 26 czerwca 1947 został uznany za zmarłego (brak danych o miejscu zgonu).

## Rodzina
Od 1925 był żonaty z Ireną Bończa-Rutkowką (ślub we Lwowie), inżynierem rolnikiem. Miał córkę Hannę i syna Stefana.

## Upamiętnienie
Jego osobę upamiętnia tablica pamiątkowa poświęcona zamordowanym pracownikom PINGW w Bydgoszczy, umieszczona w jednej z sal Instytutu Historii UKW w Bydgoszczy przy Placu Weyssenhoffa (dawniej siedziba PINGW).